# Орден Республики (ПМР)
Орден Республики — высшая государственная награда Приднестровской Молдавской Республики, учреждённая указом Президента ПМР № 310 от 15 декабря 1994 года.

## Статут
Орден Республики является высшей наградой Приднестровской Молдавской Республики за особо выдающиеся заслуги в трудовой деятельности, защите Приднестровской Молдавской Республики, развитии дружбы и сотрудничества между народами, укреплении мира и иные особо выдающиеся заслуги перед Приднестровской Молдавской Республикой и обществом.
Орденом награждаются граждане Приднестровской Молдавской Республики, предприятия, объединения, учреждения, организации, формирования, воинские части, районы, города и другие населённые пункты.
Орденом могут быть награждены и лица, не являющиеся гражданами Приднестровской Молдавской Республики, а также предприятия, учреждения, организации, населённые пункты иностранных государств.
Награждение Орденом Республики производится:
- за исключительные достижения и успехи в области политического, экономического, научно-технического и социально-культурного развития общества, повышение эффективности и качества работы, за выдающиеся заслуги в защите, становлении и развитии Приднестровской Молдавской Республики, укреплении обороноспособности Республики;
- за особо важные заслуги в развитии дружбы и сотрудничества с другими государствами;
- за особо выдающиеся заслуги в укреплении мира, демократии и социального прогресса;
- за иные особо выдающиеся заслуги перед Республикой и обществом.

## Правила ношения
Орден носится на левой стороне груди и при наличии других орденов ПМР располагается перед ними.
Указом Президента ПМР № 346 от 31 августа 2015 года были внесены изменения в правилах ношения и описания ордена.
Таким образом Орден Республики носится на шейной ленте. Для повседневного ношения используется миниатюрная копия ордена, которая носится на правой стороне груди.

## Описание ордена до 2015 года
Орден Республики представляет собой правильную восьмиконечную звезду серебристого цвета, в центре которой расположен накладной медальон золотистого цвета с изображением герба Приднестровской Молдавской Республики. Основа ордена изготавливается из медно-никелевого сплава, имеет рельефный узор, отделанный силикатной эмалью голубого цвета и окаймлённый ромбическими лучами золотистого цвета. Рельеф основы выделен химическим чернением под «старое серебро».
Медальон с изображением герба Республики и лентой «ОРДЕН РЕСПУБЛИКИ» выполнен из медно-цинкового сплава. На ленте «ОРДЕН РЕСПУБЛИКИ» проложена рубиновая силикатная эмаль, рельеф венка медальона выделен тонирующей эмалью тёмного цвета. На оборотной стороне ордена гравируется индивидуальный номер.
Основа ордена через ушко и овальное звено крепится к пятиугольной колодке, обтянутой шёлковой муаровой лентой с полосами следующих цветов — синяя, красная, зелёная, красная, синяя. Ширина ленты — 24 мм.

## Описание ордена с 2015 года[1]
Орден Республики изготавливается из медного сплава Л-63 в виде восьмиконечной звезды диаметром 60 мм и состоит из трех частей.
Восьмиконечная звезда золотистого цвета толщиной 2 мм. Расстояние между концами противолежащих лучей звезды — 60 мм и 45 мм. Звезда покрывается золотом толщиной до 1 микрона, подслой никеля перед золочением — до 4 микрон. На оборотной стороне звезды расположены надпись «ОРДЕН РЕСПУБЛИКИ» и выгравированный порядковый номер ордена.
Первая накладка представляет собой четырехконечную звезду серебристого цвета толщиной 1 мм. Расстояние между концами противолежащих лучей звезды — 54 мм. Накладка покрыта серебром толщиной 2.0 микрона, толщина подслоя никеля — до 3 микрон. Поверх накладки в виде венка расположены две симметричные лавровые ветви золотистого цвета.
В средней части звезды выполнено посадочное место для второй накладки.
Вторая накладка представляет собой медальон толщиной 1,5 мм с изображением герба Приднестровской Молдавской Республики. Накладка покрыта золотом толщиной 1 микрон с подслоем никеля до 4 микрон. Герб покрыт цветными горячими эмалями.
Основа ордена неподвижно крепится к стилизованной колодке золотистого цвета, представляющей собой фигуру неправильной формы из объемных завитков. В верхней части колодки расположено овальное крепление, в которое продета лента для ношения ордена, отражающая цвета флага Приднестровской Молдавской Республики. Ширина ленты — 20 мм.
Миниатюрная копия ордена изготавливается методом литья из медного сплава диаметром 18 мм.

## Награждения
См.: Категория:Кавалеры ордена Республики (ПМР)
| Фото          | Фамилия, Имя Отчество            | Год награждения      | Дата рождения         | Место рождения                                                        | Дата смерти           | Место смерти                 |
| ------------- | -------------------------------- | -------------------- | --------------------- | --------------------------------------------------------------------- | --------------------- | ---------------------------- |
|               | Борис Николаевич Акулов          | 1995 год             | 18 июня 1954 года     | Михайловка, Чимишлийский район Молдавская ССР                         |                       |                              |
|               | Виктор Михайлович Арестов        | 1995 год             | 1931 год              | с. Рубежное, Волчанский район Харьковская область УССР                |                       |                              |
|               | Фёдор Андреевич Добров           | 1995 год             | 1949 год              | с. Парканы, Слободзейский район МССР                                  | 2009 год              | Бендеры Приднестровье        |
|               | Вячеслав Алексеевич Загрядский   | 1995 год             | 7 декабря 1949        | с. Соловьёво Становлянский район, Липецкая область, РСФСР, СССР       |                       |                              |
|               | Александр Акимович Караман       | 1995 год             | 26 июля 1956 года     | Чобручи, Слободзейский район, МССР                                    |                       |                              |
|               | Вячеслав Васильевич Когут        | 1995 год             | 16 февраля 1950 года  | Тараклия, Чадыр-Лунгский район, Молдавская ССР                        |                       |                              |
|               | Валерий Анатольевич Лицкай       | 1995 год             | 13 февраля 1949 года  | Тверь, РСФСР                                                          |                       |                              |
|               | Владимир Серафимович Масленников | 1995 год             | 22 января 1946 года   | Усть-Камчатск, Хабаровский край РСФСР                                 |                       |                              |
|               | Владимир Маркович Рыляков        | 1995 год             | 1947 год              | Тирасполь, Молдавская ССР                                             |                       |                              |
|               | Станислав Галимович Хажеев       | 1995 год             | 28 декабря 1941 года  | пос. Каштак, Челябинская область, РСФСР                               |                       |                              |
|               | Николай Иванович Остапенко       | 1995 год (посмертно) | 15 декабря 1953 года  | Кицканы, Молдавская ССР                                               | 30 апреля 1992 года   | Слободзея, Приднестровье     |
|               | Андрей Пантелеевич Манойлов      | 1995 год             | 15 октября 1945 года  | Тирасполь, МССР                                                       | 14 сентября 1995 года | Тирасполь, Приднестровье     |
|               | Василий Никитович Яковлев        | 1995 год             | 20 сентября 1926 года | Михайловка, Рыбницкий район, МССР                                     | 20 ноября 2013 года   | Ижевск, Удмуртия, Россия     |
|               | Григорий Степанович Маракуца     | 1995 год             | 15 октября 1942       | с. Тея, Григориопольский район, Молдавская ССР                        |                       |                              |
|               | Анна Захаровна Волкова           | 1995 год             | 19 июня 1956 года     | Елизово, Камчатский край РСФСР                                        |                       |                              |
|               | Галина Степановна Андреева       | 1995 год             | 1 марта 1947 года     | Китай                                                                 |                       |                              |
|               | Вилор Николаевич Ордин           | 1995 год             | 12 декабря 1939 года  | с. Тимковичи, Копыльский район Минской области Белорусская ССР        |                       |                              |
|               | Владислав Александрович Финагин  | 1995 год             | 15 августа 1951 года  | Узловая, Тульская область РСФСР                                       |                       |                              |
|               | Владимир Лукич Боднар            | 1995 год             | 1942 год              | пос.Старая Ушица, Каменец-Подольский район, Хмельницкая область, УССР |                       |                              |
|               | Феликс Семёнович Крейчман        | 1996 год             | 18 июня 1949 года     | Тирасполь, Молдавская ССР                                             |                       |                              |
|               | Архиепископ Юстиниан             | 1996 год             | 28 января 1961 года   | Костерёво, Владимирская область, РСФСР                                |                       |                              |
|               | Владимир Александрович Гончар    | 1996 год             | 17 марта 1944         | с. Бугаков, Немировский район, Винницкая область, УССР                |                       |                              |
|               | Дмитрий Александрович Корчинский | 1998 год             | 22 января 1964 года   | Киев, Украинская ССР                                                  |                       |                              |
|               | Алексий II                       | 1999 год             | 23 февраля 1929 года  | Таллин, Эстония                                                       | 5 декабря 2008 года   | Москва, Российская Федерация |
|               | Александр Ефимович Сайдаков      | 1999 год (посмертно) | 1949 год              | Тирасполь, Молдавская ССР                                             | 1998 год              | Тирасполь, Приднестровье     |
|               | Рем Иванович Вяхирев             | 1999 год             | 23 августа 1934 года  | Большая Черниговка, Куйбышевская область РСФСР                        | 11 февраля 2013 года  | Московская область, Россия   |
|               | Валентина Сергеевна Соловьёва    | 2000 год             | 18 мая 1918 года      | Тирасполь, Российская империя                                         | 17 декабря 2002       | Тирасполь, Приднестровье     |
|               | Стефан Флорович Кицак            | 2000 год             | 28 декабря 1933 года  | с. Острица, Герцаевский район, Румыния                                | 7 августа 2011 года   | Тирасполь, Приднестровье     |
|               | Виктор Антонович Садовничий      | 2000 год             | 3 апреля 1939 года    | пгт. Краснопавловка, Харьковская область, Украинская ССР              |                       |                              |
|               | Игорь Николаевич Смирнов         | 2000 год             | 23 октября 1941 года  | Петропавловск-Камчатский, РСФСР                                       |                       |                              |
|               | Владимир Иванович Рябинский      | 2001 год             | 7 апреля 1940 года    | Новоминская, Краснодарский край РСФСР                                 |                       |                              |
|               | Эдуард Джабеевич Кокойты         | 2006 год             | 31 октября 1964 года  | Цхинвал, Юго-Осетинская АО, Грузинская ССР                            |                       |                              |
|               | Николай Тимофеевич Рябов         | 2007 год             | 9 декабря 1946 года   | Сальск, Ростовская область, РСФСР                                     |                       |                              |
|               | Митрополит Агафангел             | 2008 год             | 2 сентября 1938       | с. Бурдино, Тербунский район, Липецкая область, РСФСР, СССР           |                       |                              |
|               | Евгений Максимович Примаков      | 2009 год             | 29 октября 1929 года  | Киев, Украинская ССР                                                  | 26 июня 2015 года     | Москва, Российская Федерация |
|               | Мария Владимировна Романова      | 2009 год.            | 23 декабря 1953 года  | Мадрид, Испания                                                       |                       |                              |
|               | Леонид Фёдорович Рухлев          | 2010 год             |                       |                                                                       |                       |                              |
|               | Николай Михайлович Шестаков      | 2011 год             |                       |                                                                       |                       |                              |
|               | Вячеслав Григорьевич Соколенко   | 2012 год             |                       |                                                                       |                       |                              |
|               | Михаил Мартьянович Малай         | 2013 год             | 1947                  | село Воронково Рыбницкого района Молдавской ССР                       |                       |                              |
| White dot.svg | Валерий Савельевич Гросул        | 2014 год             |                       |                                                                       |                       |                              |
|               | Виталий Анатольевич Украинский   | 15 мая 2015 год      | 10 июня 1959 года     | село Вильшанка, УССР                                                  | 15 мая 2015 года      | Тирасполь, Приднестровье     |

### Города и районы
- Город Дубоссары — является административным центром Дубоссарского района (1995)
- Город Бендеры — второй по величине город Приднестровской Молдавской Республики (1997 год)
- Город Тирасполь — столица Приднестровской Молдавской Республики (2002 год)
- Дубоссарский район Приднестровской Молдавской Республики (2012 год)[16]

### Предприятия
- ЗАО «Тиротекс» — производственное хлопчатобумажное объединение в городе Тирасполе (1998)
- ОАО «Литмаш» — машиностроительное предприятие в городе Тирасполе (1995)[17]
- ОАО «Молдавский металлургический завод» — завод по производству качественной металлопродукции. (2005)

### Учебные заведения
- Приднестровский государственный университет имени Тараса Шевченко[18]

### Воинские подразделения
- 1-я отдельная гвардейская мотострелковая бригада — участница боёв на Дубоссарском направлении
- 1-й отдельный инженерно-сапёрный ордена Богдана Хмельницкого батальон — в мае 1992 года перешедший под юрисдикцию Приднестровской Молдавской Республики
- Черноморское Казачье войско (1996 год)[19]